# Ekomet
Ekomet ou Ekomet-S («Экомет-С» en alphabet cyrillique) est une entreprise russe active dans l'aval des filières de l’industrie nucléaire (civile et militaire), mais aussi pétrogazière. L'entreprise a été créée en 1994, et elle est spécialisée dans le transport, le stockage et le traitement de déchets radioactifs solides.
Selon son site internet, en aout 2019, elle est la seule entreprise habilitée à traiter les déchets métalliques contaminés par des substances radioactives pour toute la fédération de Russie, et elle avait depuis 1994 déjà traité 40 267 t de tonnes de MOH, soit 7 865 m3 de déchets radioactifs pour une capacité annuelle d’environ 6000t/an (chiffre 2010).
Les installations de traitement de déchets de l’entreprise sont situées à Sosnovy Bor, dans la région de Léningrad, à proximité de la centrale nucléaire de Leningrad.

## Gouvernance
Ekomet est une entreprise privée appartenant à GAZPROMBANK. 

Son conseil d'administration est présidé par Igor Zhilkin et le PDG de l’usine est Dmitry Teplinsky.

## Forme juridique, certifications
Selon son site internet, la forme juridique de cette entreprise est de type « JSC ».
L’entreprise a été certifiée ISO 14001 en 2004 ; et en 2019 elle se dit certifiée « ISO 14001: 2007 ».
Elle dispose de diverses autorisations, accréditations et habilitations lui permettant de travailler avec ses partenaires dans les domaines de la défense et des déchets dangereux, le transport de déchets nucléaires ou radioactifs/non nucléaires, etc..

## Missions
L’activité première de l’entreprise est une activité de traitement et élimination/stockage des déchets métalliques radioactifs. Le traitement vise à diminuer le volume/poids des déchets radioactifs solides à stocker sur le  long ou très long termes (« élimination ») et à permettre de renvoyer vers l'industrie métallurgique le métal propre ou suffisamment peu radioactif pour être recyclé.
Secondairement, l’entreprise propose aussi d’autres services dans les secteurs suivants : 
- gestion des déchets toxiques ou ratiotoxiques issus d’installations nucléaires civiles ou militaires, scientifiques ou industrielles ; que ces déchets soient contaminés par des radionucléides d’origine artificielle (réactions de fission) ou naturelle  (par exemple radionucléides de plus en plus souvent remonté avec des stériles minières ou par des forages pétrogaziers profonds) ;
- transport de déchets faiblement radioactifs  (qui doit être conforme à la loi fédérale russe n ° 190 du 11 juillet 2011 sur la gestion des déchets radioactifs) ;
- programmes de déclassement d’installations concernés par la radioactivité  ;
- surveillance de sites radioactifs
- réhabilitation de zones contaminées par des radionucléïdes

## Transports de déchets radioactifs
ECOMET-S a désigné (avec l’institut VNIPIET) sa propre flotte de conteneurs de transport qui sont (donnée aout 2019, selon le site de l’entreprise) de type KTBN-3000 (20 m3, capacité de charge - 3 tonnes) et UKTN-24000 (développé en 2005, avec une grande contenance ; 32,2 m3, capacité de charge - jusqu'à 20 tonnes, compatible avec les modes de transport ferroviaire, routier et maritime, dans le respect des règles de sécurité pour le transport de marchandises dangereuses de la classe 7 GOST 19433-88). 

Ces conteneurs sont généralement bleus cæruleum (hors petits containeurs et citernes, car Ekomet utilise aussi « le conteneur-citerne IMO1 ici destiné au transport de déchets de faible activité »). 
Ekomet dispose du certificat l'autorisant à transporter des déchets solides faiblement radioactifs en tant que « colis industriel ».

## Accidents et problèmes de sécurité
- Une explosion a lieu le 16 décembre 2005 à 3h du matin dans une fourneau de fusion de déchets, lors d'une phase d'entretien et réparations du réacteur n°2 de la centrale nucléaire de Leningrad (réacteur arrêté depuis juillet 2005), avec rejet de métal. Une explosion avec jets de métal en fusion brûle gravement 3 employés[réf. souhaitée]. L’année suivante le journal Mayak[3], publie un article faisant le point sur « la tragédie » ayant conduit  à la mort de trois travailleurs d’Ecomet-S et à la condamnation de l'ingénieur en chef de l’entreprise.

- Un accident similaire se reproduit le 07 octobre 2011[4]

- Le système d'information du Ministère des Situations d'urgence (Russie) (ministère créé après la catastrophe de Tchernobyl) détecte des problèmes en matière de sécurité dans l'usine[5].  Le 25 décembre 2001, le journal Mayak, de Sosnovy Bor signale qu’un arrêt de toute livraison de déchets radioactifs a été prescrit par le Ministère de l'Énergie atomique de la Fédération russe, et notifié au maire de Sosnovy Bor, par le député et ministre de la Fédération de Russie pour l'énergie atomique VB Ivanov. Il est demandé  "d'arrêter toute livraison de déchets radioactifs métalliques ... à Ekomet-S CJSC ... en attendant qu’il obtiennent les "autorisations nécessaires pour mener à bien ce type d’activité" après s’être mis en conformité", demande notifiée par courrier de V.D. Akhunov, chef du département de l'écologie et du déclassement des installations nucléaires du ministère de l'énergie atomique de la Fédération de Russie. 
Le certificat de remise en service de Ekomet-S sera signé le 9 décembre 2002 par V.A. Lebedev, secrétaire d'État adjoint et Ministre de l'énergie atomique de la Fédération de Russie, sans tenir compte de l'opinion des autorités locales, ni avoir « procédé à un examen de l'état de l'environnement" selon le journal Sosnovoborsky Stroitel[6], ce qui a fait dire à l’ONG russe Green World que cette remise en service de l’usine d’Ekomet-S  violait la loi russe sur l’expertise en matière d’environnement.

## Conflits, polémiques
- L'entreprise a aussi été en conflit avec plusieurs ONG, car s'étant prévalue d'une distinction qu'elle n'avait en réalité pas obtenu. Il a été dit dans la presse locale [7] dans un article « Golden Palm » pour Ecomet-S, que la «Golden Palm» a été remise à «Ecomet-S» au nom de « Monde sans frontières », une organisation présentée comme coordonnant le programme de la célèbre organisation Greenpeace. Par courrier, Greenpeace a confirmé à l'ONG Green World ne jamais avoir attribué une Palme d'or à Ekomet-S CJSC. Et par courrier (01/20/2001), Greenpeace a confirmé au Green World que cette déclaration était fausse ; et par courrier à Greenpeace n ° 764-SP du 20/08/2013 l'organisation Monde sans frontières a confirmé qu'elle n'était ni partenaire ni représentant d'aucune sorte dans cette affaire et qu'elle n’avait d'ailleurs pas le droit, au nom du« Greenpeace Council », d'attribuer des prix ou récompenses.

- En 2013, devant le  tribunal d'arbitrage de Saint-Pétersbourg et de la Région de Léningrad, selon Bellona (31 octobre), «Ekomet-S» a attaqué l’ONG Green World (« Organisation caritative publique environnementale », basée à Sosnovy Bor), au motif que son site internet[8] avait cité Ekomet comme ayant « mauvaise réputation » et ayant commis, à plusieurs reprises, des actes illicites et des falsifications. Ekomet-S demandait 20 000 roubles en compensation de la diffamation de la réputation et de l’image de l’entreprise. Selon Bellona Green World a fourni à la cour des documents[9] confirmant les falsifications et les violations de la loi commises par Ekomet-S.